# フレキシティ・フリーダム
フレキシティ・フリーダム（Flexity Freedom）は、鉄道車両メーカーのボンバルディア・トランスポーテーションが展開する路面電車車両ブランド。北アメリカ向けに開発された車種で、2020年現在はカナダ各都市のライトレールへの導入が行われている。

## 概要
フレキシティは、ボンバルディア・トランスポーテーションが世界規模で展開する路面電車・ライトレール路線向けの電車ブランドである。その中でフレキシティ・フリーダムは、北アメリカ（アメリカ合衆国、カナダ）の路面電車路線向けに開発され、両国の厳しい安全基準に対応した車種である。
台車が設置されている車体が設置されていない車体（フローティング車体）を挟む形の編成を組む連接式電車で、最短3車体から組成可能である他、総括制御による連結運転にも対応する。車体はモジュール構造を用いて設計されており、顧客の要望に応じた様々な車体デザインに対応する事が出来る。車体幅は他のフレキシティよりも広い2,650 mm（8 ft 8 1/2 in）で、座席数の増加と通路の広さを両立させている。車内は段差が存在しない100 %低床構造となっており、冷暖房双方に対応した空調（HVAC）も完備されている。
台車はボンバルディアが100 %超低床電車向けに開発した"フレックス・アーバン3000（FLEXX Urban 3000）"が用いられる。これは小径車輪を用いる事で低床構造に対応した台車で、従来の高床式電車用台車と同様に車軸や2次サスペンション（軸ばね、枕ばね）を有しており、騒音や振動の抑制に加えメンテナンスの容易さも図っている。また、停車時に床上高さを下げる油圧式ニーリング機能にも対応している。主電動機は低床構造との干渉を防ぐため、横梁の外側に設置されている。
電気機器は北アメリカの使用条件への適合に加え、消費エネルギー量の削減やそれに伴う環境問題への対策を念頭に置いた設計（ECO4）が用いられている。その中で「MITRAC」は電力の回収が可能な回生ブレーキを用いる事で制動時に生じたエネルギーを屋根上に設置された充電池に保存するシステムで、従来の車両と比べて最大30 %のエネルギー量削減が実現出来る。また、充電池に貯めた電力で非電化区間（架線レス区間）でも走行可能なプリムーブ（PRIMOVE）システムにも対応する。

## 運用

### ウォータールー地域

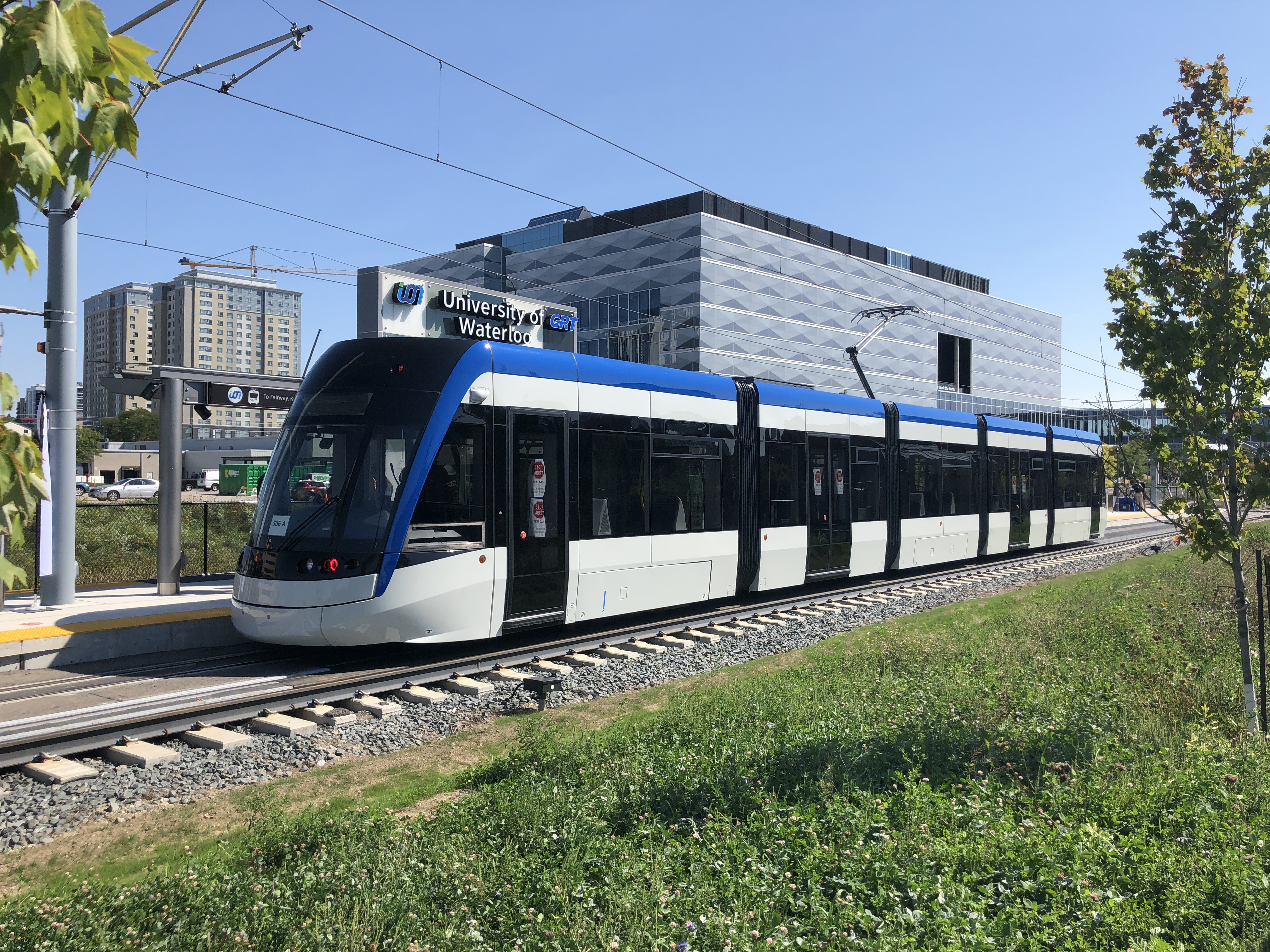
アイオン向け車両（2019年撮影）

カナダ・ウォータールー地域のライトレールであるアイオン（ION）には、2019年6月21日の第一期路線開通に合わせて5車体連接車のフレキシティ・フリーダムが14両導入されている。

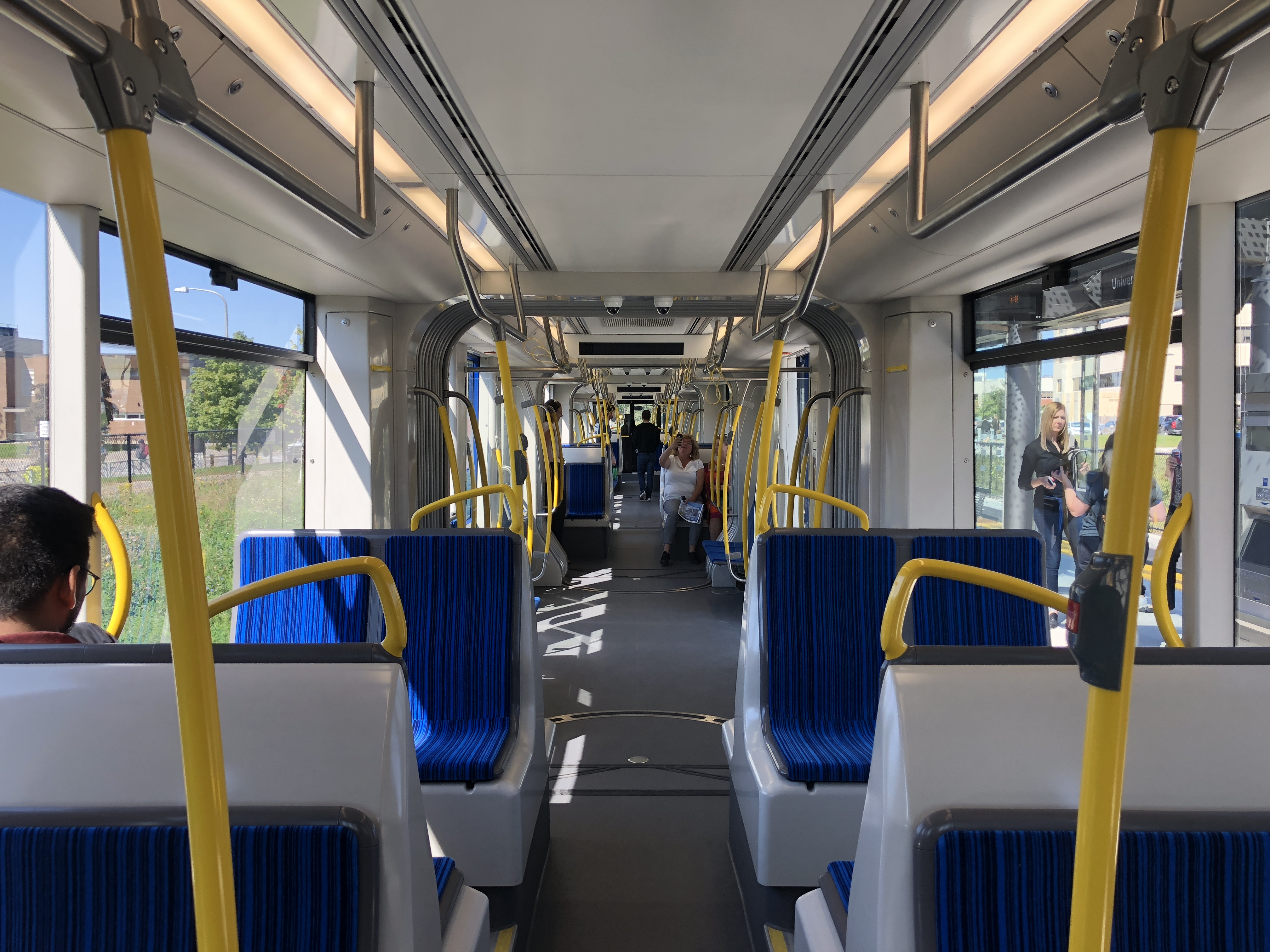
車内
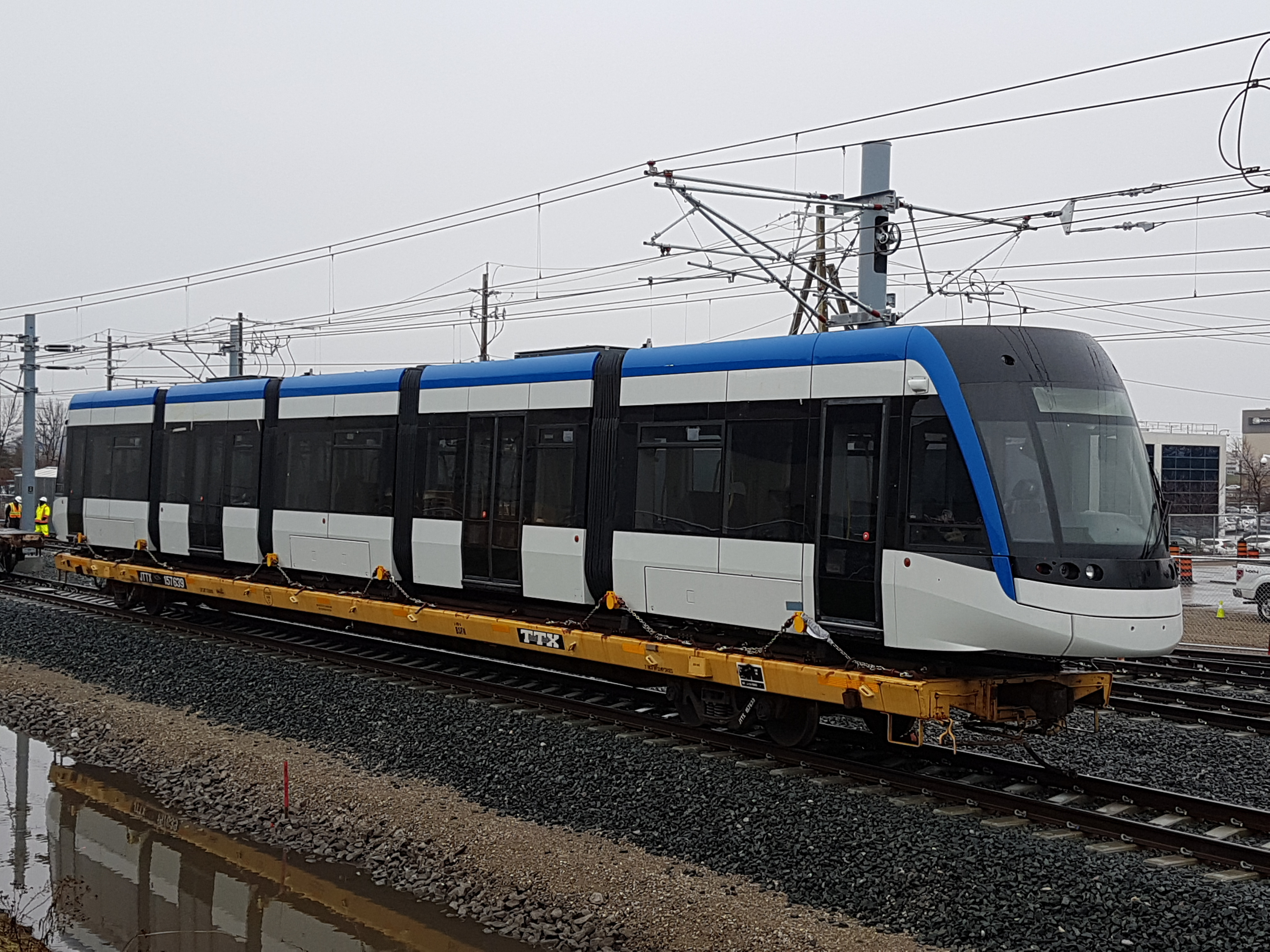
輸送中のアイオン向け車両（2017年撮影）
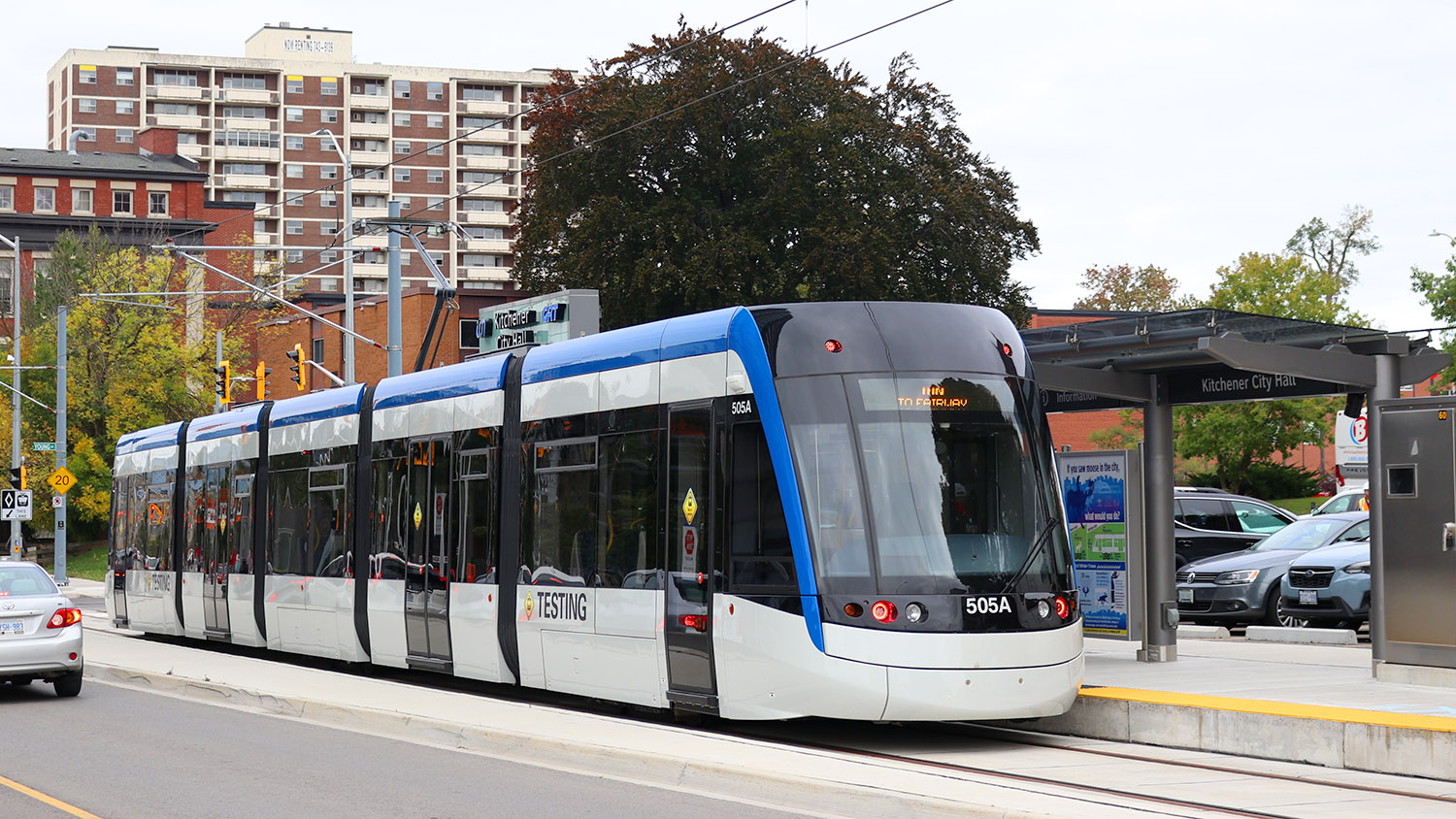
試運転中のアイオン向け車両（2018年撮影）

| 主要諸元 | 主要諸元    | 主要諸元 | 主要諸元 | 主要諸元 | 主要諸元 | 主要諸元 | 主要諸元   |
| 両数     | 編成        | 運転台   | 全長     | 全幅     | 定員     | 軌間     | 備考・参考 |
| -------- | ----------- | -------- | -------- | -------- | -------- | -------- | ---------- |
| 14両     | 5車体連接車 | 両運転台 | 30,200mm | 2,650mm  | 280人    | 1,435mm  | [ 4 ]      |

### トロント

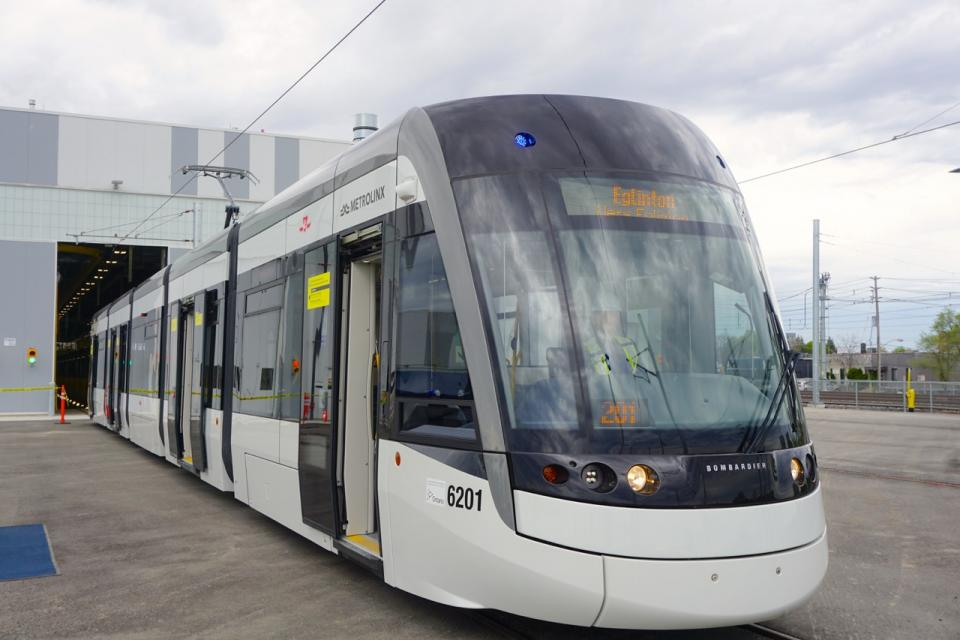
エグリントン線向け車両（2019年撮影）

エグリントン線（エグリントン・クロスタウンLRT、Eglinton Crosstown LRT）は、2021年9月からカナダのトロントで営業運転を開始する予定のライトレール路線で、トロント市電（1,495 mm）とは異なり標準軌（1,435 mm）で建設され、メトロリンクスによって運営される。この計画に際し、2010年にボンバルディア・トランスポーテーションとメトロリンクスの間に5車体連接車のフレキシティ・フリーダムを導入する契約を交わした。これらの車両は片側にのみ運転台を有しており、営業運転時には2両編成で運行する。
当初の発注両数は182両（7億7,000万ドル）であったが、2016年にメトロリンクスは製造の遅れにより契約内容が守られておらず、契約の破棄も視野に入れている旨を発表し、ボンバルディア側もメトロリンクスによる再三の設計変更の要請がその原因であると反論した。裁判を経てメトロリンクスの契約破棄を認めない判決が下った後、2017年12月に契約内容の見直しが行われた。この影響で2015年に予定されていた試作車の製造は遅れ、見直し後の発注両数も76両（3億9,200万ドル）へと大幅に縮小した。これらの車両は2020年までに製造が完了する予定となっている。
| 主要諸元   | 主要諸元    | 主要諸元 | 主要諸元 | 主要諸元 | 主要諸元 | 主要諸元 | 主要諸元 | 主要諸元 | 主要諸元                    |
| 両数       | 編成        | 運転台   | 最高速度 | 重量     | 全長     | 着席定員 | 定員     | 軌間     | 備考・参考                  |
| ---------- | ----------- | -------- | -------- | -------- | -------- | -------- | -------- | -------- | --------------------------- |
| 76両(予定) | 5車体連接車 | 片運転台 | 88km/h   | 49.0t    | 32,000mm | 64人     | 231人    | 1,435mm  | 営業運転時には2両編成で運行 |

### エドモントン

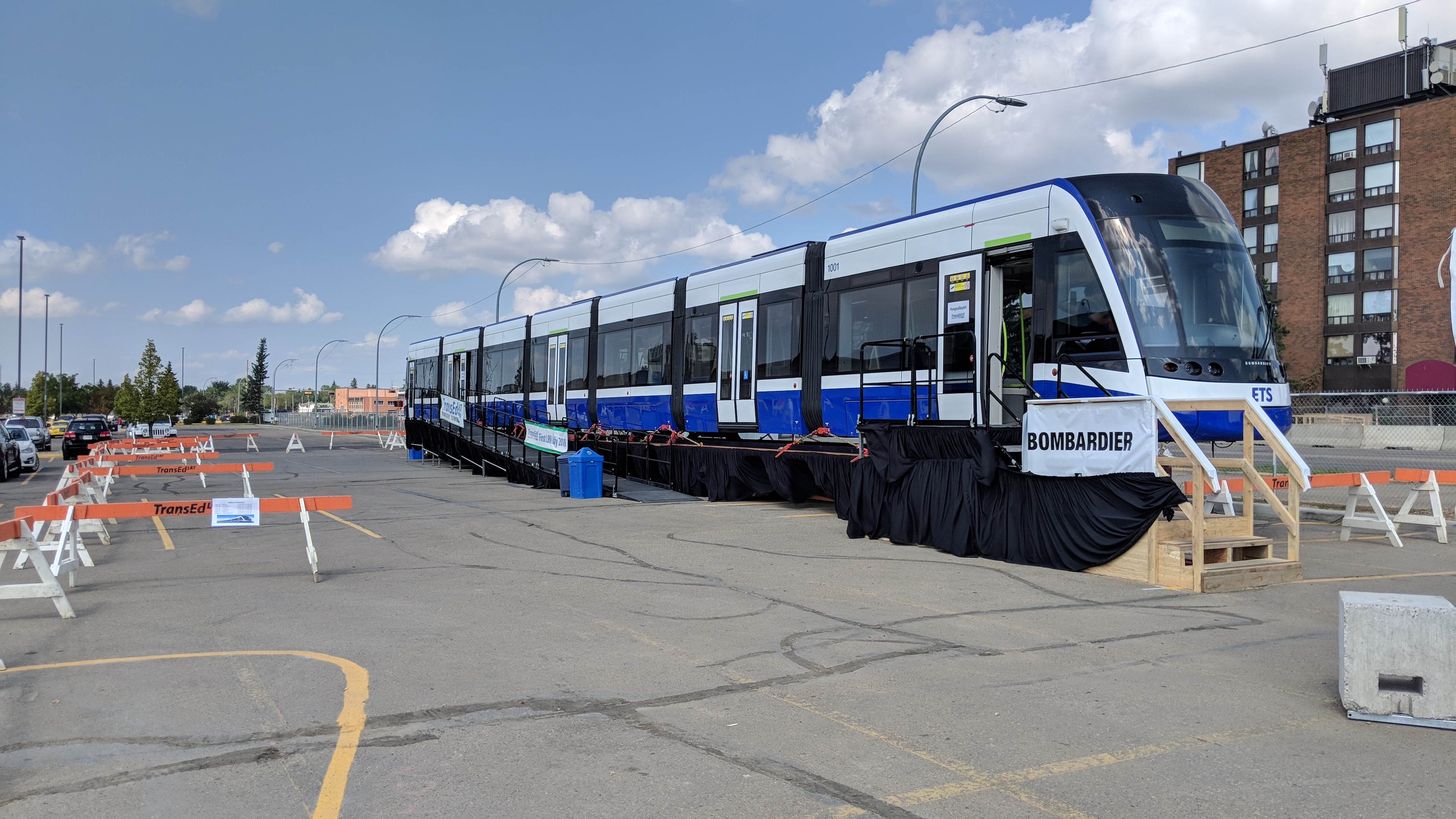
完成後に展示されたバレーライン向け車両（2018年撮影）

カナダ・エドモントン市内を走るライトレール（エドモントンLRT）として2021年に第1期路線、2027年に第2期路線の営業運転が開始されるバレーラインは、他の路線と異なり経済性などを考慮し低床式プラットホームが用いられる。それに伴い、バレーラインにはバリアフリーに適した7車体連接車のフレキシティ・フリーダムが投入される事になっており、第1期路線開通時には26両（1001 - 1026）が使用される予定である。
| 主要諸元   | 主要諸元    | 主要諸元 | 主要諸元 | 主要諸元 | 主要諸元 | 主要諸元 | 主要諸元     |
| 両数       | 編成        | 運転台   | 全長     | 着席定員 | 定員     | 軌間     | 備考・参考   |
| ---------- | ----------- | -------- | -------- | -------- | -------- | -------- | ------------ |
| 26両(予定) | 7車体連接車 | 両運転台 | 42,000mm | 82人     | 275人    | 1,435mm  | [ 5 ] [ 17 ] |